# Dankerath

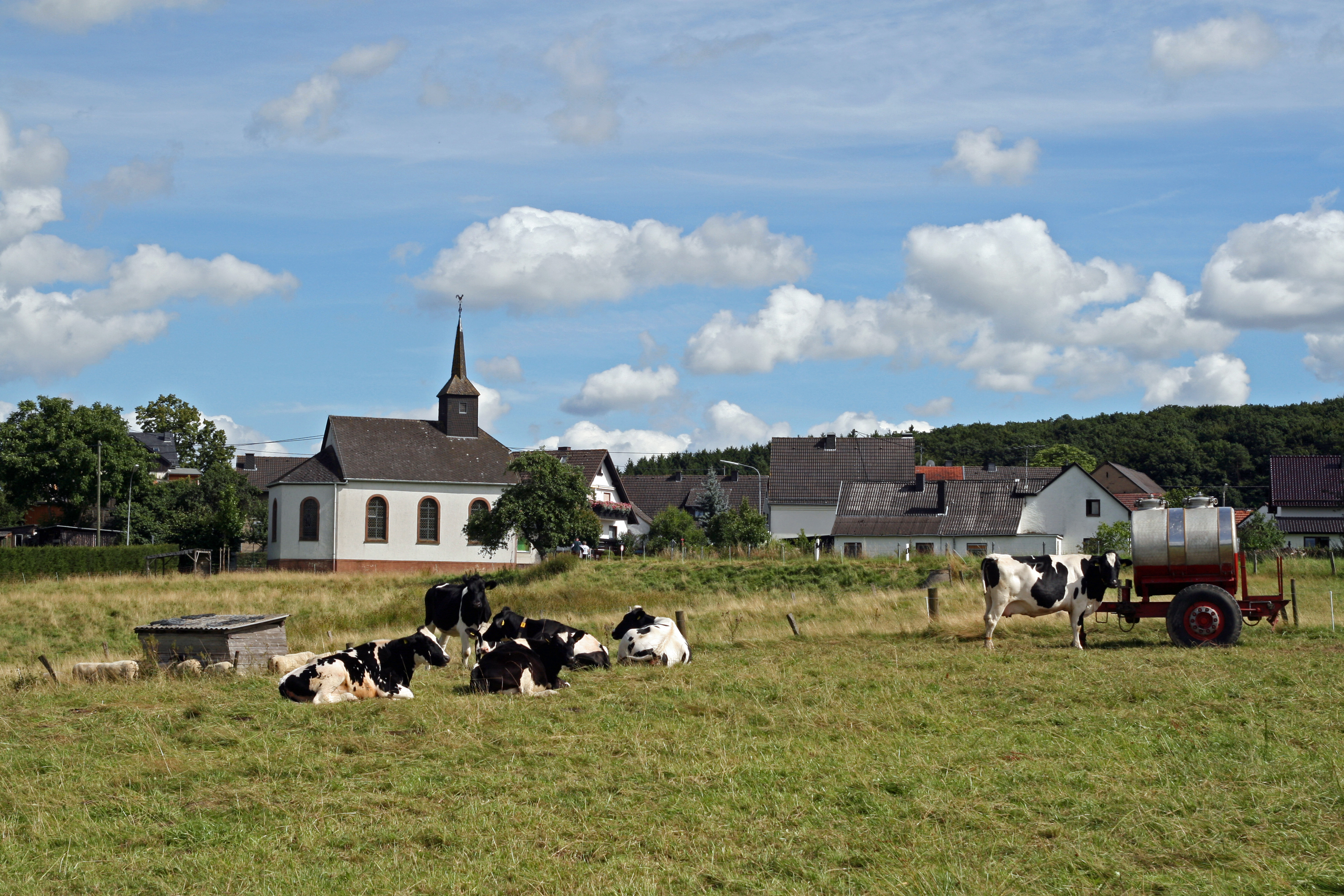
Dankerath mit Kapelle

Dankerath ist eine Ortsgemeinde im Landkreis Ahrweiler in Rheinland-Pfalz. Sie gehört der Verbandsgemeinde Adenau an. Der Ort Dankerath ist ein Straßendorf.

## Geographische Lage
Dankerath liegt in der Hocheifel zwischen Nohn, Trierscheid und Senscheid.

## Geschichte
Dankerath wurde vermutlich durch die Trierer Abtei St. Maximin gegründet. Die erste urkundliche Erwähnung datiert von 1276. Darin ist ein „Danckrath von Grebenstein“ erwähnt. Zu dieser Zeit gehörte Dankerath zu Kurtrier.
Bevölkerungsentwicklung
Die Entwicklung der Einwohnerzahl von Dankerath, die Werte von 1871 bis 1987 beruhen auf Volkszählungen:
| Jahr | Einwohner |
| 1815 | 122       |
| 1835 | 113       |
| 1871 | 97        |
| 1905 | 120       |
| 1939 | 104       |
| 1950 | 115       |

| Jahr | Einwohner |
| 1961 | 99        |
| 1970 | 105       |
| 1987 | 117       |
| 1997 | 106       |
| 2005 | 95        |
| 2023 | 69        |

## Politik

### Gemeinderat
Der Gemeinderat in Dankerath besteht aus sechs Ratsmitgliedern, die bei der Kommunalwahl am 9. Juni 2024 in einer Mehrheitswahl gewählt wurden, und dem ehrenamtlichen Ortsbürgermeister als Vorsitzendem.

### Bürgermeister
Marco Collet wurde am 28. Juni 2019 erstmalig zum Ortsbürgermeister von Dankerath gewählt. Da bei der Direktwahl am 26. Mai 2019 kein Bewerber angetreten war, oblag die anstehende Neuwahl des Bürgermeisters gemäß rheinland-pfälzischer Gemeindeordnung dem Rat, der sich einstimmig für Marco Collet entschied. Auch für die Kommunalwahl am 9. Juni 2024 wurde kein Wahlvorschlag eingereicht, die Neuwahl oblag erneut dem Rat. Marco Collet wurde in seinem Amt bestätigt und für weitere fünf Jahre als Ortsbürgermeister gewählt.
Marco Collets Vorgänger Andreas Thome hatte das Amt bis 2019 inne.

## Sehenswürdigkeiten
Bemerkenswert ist die 1683 zuerst erwähnte und 1913 neu erbaute Filialkirche St. Nikolaus.
Siehe Liste der Kulturdenkmäler in Dankerath

## Persönlichkeiten
- Peter Krämer (* 1942),  in Dankerath geborener römisch-katholischer Theologe und Hochschullehrer